# Gnidrolog
Gnidrolog était un groupe rock progressif britannique. Actif au début des années 1970, il se sépare en 1976, et se reforma en 1999 jusqu'en 2000. Le son fut comparé à celui de groupes plus connus tels que Van Der Graaf Generator, Jethro Tull et Gentle Giant. Le nom du groupe est une anagramme du patronyme des deux frères Colin et Stewart Goldring. 

## Biographie
Le groupe s'est formé en 1969 par les frères jumeaux Colin et Stewart Goldring, qui sont rejoints par le batteur Nigel Pegrum de Spice (le groupe qui évoluera plus tard pour devenir Uriah Heep) et Peter « Mars » Cowling à la basse. John Earle se joint au saxophone et à la flûte pour le deuxième album. En mai 1972, le magazine britannique NME rapporte que Gnidrolog apparaitra au Great Western Express Lincoln Festival le 26 mai la même année. D'autres groupes et artistes à jouer au Giants of Tomorrow incluent Budgie, Skin Alley, Tea and Symphony, John Martyn et Warhorse. En 1972, Gnidrolog publie ses premier et deuxième albums, In Spite of Harry's Toe-Nail et Lady Lake, avant de se séparer par manque de succès. Bien qu'ayant joué avec David Bowie, Colosseum, King Crimson, Gentle Giant, Wishbone Ash, Soft Machine, et Magma. En 1972, le bassiste Rick Kemp et le flûtiste Nigel Pegrum se joignirent à Steeleye Span. 
Les frères Goldring formèrent le groupe de punk rock Pork Dukes en 1976. Après une pause de 27 ans, ils reviennent en 1999, et publient leur troisième album studio, Gnosis, en 2000. John « Irish » jouira du succès en jouant notamment avec Thin Lizzy, Ian Dury et The Clash. 
À noter, la participation de Colin Goldring à une chanson de Yes, I've Seen All Good People sur leur troisième album The Yes Album sorti en 1971, il y joue de la flûte à bec sur la première partie, Your Move.

## Membres
- Stewart Goldring - guitare solo
- Colin Goldring - chant, guitare rythmique, saxophone ténor, harmonica, flûte à bec
- Nigel Pegrum - percussions, flûte, hautbois, piano
- John « Irish » Earle - saxophone soprano, ténor, baryton, flûte, chant (décédé en 2008)
- Peter « Mars » Cowling - basse, violoncelle (décédé en 2018)
- Rick Kemp - basse, chœurs
- Nessa Glen - orgue Hammond, kalimba, claviers, clavecin, sitar

## Discographie
- 1972 : Lady Lake
- 1972 : In Spite of Harry's Toenail
- 1999 : Live 1972
- 1999 : Gnosis